# 밤의 해파리는 헤엄칠 수 없어
《밤의 해파리는 헤엄칠 수 없어》(일본어: 夜のクラゲは泳げない 요루노 구라게와 오요게나이[*])는 동화공방이 제작한 일본의 텔레비전 애니메이션 작품이다. 약칭은 '요루쿠라'(ヨルクラ). 시부야를 무대로, 소녀들의 성장을 그리는 청춘 군상극이다. 2024년 4월부터 6월까지 TOKYO MX 등에서 방송되었다.

## 줄거리
코즈키 마히루는 인터넷에서 인기 일러스트레이터였지만 자신감을 잃고 활동을 멈추고 있었다. 하지만 그녀가 거리의 벽에 그린 일러스트를 한 소녀가 인정해 주었다. 그녀는 야마노우치 카노. 아이돌 그룹의 일원이었지만 인터넷에서 비난받은 일로 탈퇴, 익명 싱어 JELEE로서 활동하고 있었다.
사이가 좋아진 2명의 앞에, 카노의 팬이었던 타카나시 킴 아누크 메이가 나타난다. 그녀는 천재적인 작곡가였다. 게다가 마히루의 소꿉친구로, 인기 버츄얼 유튜버 와타세 키우이도 더해진다.

## 등장인물
코즈키 마히루(光月 まひる)
성우 - 이토 미쿠
사이타마 시립 오미야 학원 고등학교의 2학년. 어린 시절은 일러스트레이터 '우미츠키 요르'(海月ヨル)로 활동했지만 어떤 사건으로 인해 활동을 중단했다. 카노와의 만남을 계기로 활동을 재개해, 'JELEE'의 일러스트를 담당하게 된다.
야마노우치 카노(山ノ内 花音)
성우 - 타카하시 리에
복면 아티스트 'JELEE'로서 활동하는 소녀. 예전에는 아이돌 그룹 '선플라워 돌즈'의 리더 겸 센터 '타치바나 노노카'(橘ののか)로 활약했지만, 어떤 사건을 계기로 탈퇴했다.
일러스트레이터 '우미츠키 요루'의 팬이며, 'JELEE'라는 명의도 마히루가 어린 시절에 그린 해파리(영어로 jellyfish)의 벽화에 기인하고 있다(단, 철자가 잘못되어 있는 것을 마히루에게 추궁당했다.). 'JELEE'의 활동에 마히루 등이 참가하게 되고 나서는, 주로 가창·작사를 담당한다.
와타세 키우이(渡瀬 キウイ)
성우 - 토미타 미유
VTuber '류가사키 녹스'(竜ヶ崎ノクス)로 활동하고 있는 소녀. 타테키타 고등학교 2학년. '키우이'는 본명이다. 마히루와는 소꿉 친구이지만, 각각 다른 고등학교에 진학 후는 스마트폰이나 인터넷을 통한 근황 보고만으로 2년간 직접 만나지 않았다.
'JELEE'의 활동에서는 주로 동영상 제작을 담당하지만, 다른 멤버가 PC 용어에 익숙하지 않고 DTM이나 사운드 드라이버 등의 의미를 몰랐기 때문에, 가입 당초에는 각자에게 그것들을 지도하는 역할도 맡았다.
타카나시 킴 아누크 메이(高梨・キム・アヌーク・めい)
성우 - 시마부쿠로 미유리
도쿄음향예술대부속음향고등학교의 음악과 연주 전공에 다니는 소녀. 어린 시절부터 피아노 등의 영재 교육을 받고 있으며, 수많은 콩쿠르에서 상을 받고 있다. '타치바나 노노카'의 팬.
독일인과의 혼혈로, 이름과 머리색을 동급생에게 조롱받은 과거를 가진다. 카노와 처음 대면했을 때도 본명의 '키무'에서 따은 '키무라'라는 가명을 자칭하고 있었다. 'JELEE'의 활동에서는 작곡을 담당해, '키무라 짱'의 명의를 사용한다.
미코(みー子)
성우 - 우에사카 스미레
은하계 최강 아이돌의 알을 자칭하는 아이돌. 제1화에서 'JELEE'에 자신의 노상 라이브를 빼앗기고 나서, 그녀들의 중요한 장면에 있는 경우가 많다. 실은 31세의 싱글맘으로, 본명은 바바 시즈에(馬場 静江). 18세 때 상경해 프로덕션 게코쿠조에 소속해, 지하 아이돌로서 14년간 활동해 왔지만 좀처럼 팔리지 않고, 사무소로부터도 '다음의 곡으로 뜨지 않으면 퇴소'라고 통고되어 버린다. 거기서 마지막 기회로서 제6화에서 'JELEE'에 악곡 제작을 의뢰한다.
세토 메로(瀬藤 メロ)
성우 - 오카사키 미호
'선플라워 돌즈'의 활동 재개 후 센터.
야나기 모모코(柳 桃子)
성우 - 슈토 유키나
'선플라워 돌즈'의 멤버. 유닛 내에서는 최연장.
스즈무라 아카리(鈴村 あかり)
성우 - 아마키 샐리
'선플라워 돌즈'의 멤버.
코즈키 카호(光月 佳歩)
성우 - 마츠우라 아유
마히루의 여동생.
하야카와 미온(早川 美音)
성우 - 안자이 치카
카노의 언니.
바바 아리에루(馬場 亜璃恵瑠)
성우 - 토야마 나오
미코의 딸. 옛날에는 조금 어두운 성격이었지만 어머니의 밝음에 구해져, 메이의 영향으로 어머니의 TO(톱 오타)를 자칭한다.
코하루(小春)
성우 - 세토 아사미
카노와 키우이가 오토바이의 면허 합숙시에 만난 미녀. 전신을 성형했으며, 특히 가슴은 100만 엔 들어 F컵으로 증량했다. 키우이에 관심이 있다.
하야카와 유키네(早川 雪音)
성우 - 카이다 유코
'선플라워 돌즈'의 프로듀서. 미온과 카노의 어머니.
호나미(保奈美)
성우 - 시이나 헤키루
마히루와 카노가 일하고 있는 곳의 점장.

## 스태프
- 원작 - JELEE[4]
- 감독 - 타케시타 료헤이[4]
- 시리즈 구성·각본 - 야쿠 유우키[4]
- 캐릭터 원안 - popman3580[4]
- 캐릭터 디자인 - 타니구치 준이치로[4]
- 서브 캐릭터 디자인 - 나카지마 치아키, 아카리
- 의상 디자인 - 쿠즈하라 시노, 나가사와 쇼코
- 프롭 디자인 - 핫토리 미유
- 극중 일러스트 원안 - 하무 네즈코[4]
- 총작화 감독 - 타니구치 준이치로, 토요타 아키코, 스즈키 아스카[4]
- 메인 애니메이터 - 오오타 신노스케, Saurabh Singh, 나카오 카즈마[4]
- 미술 감독 - 카네코 유지
- 미술 설정 - 히라사와 아키히로
- 색채 설계 - 이시구로 케이
- 촬영 감독 - 쿠와노 타카후미
- 편집 - 키무라 카시코
- 음향 감독 - 키무라 에리코[4]
- 음악 - 요코야마 마사루[4]
- 음악 제작 - 킹레코드[4]
- 프로듀서 - 스즈키 렌타
- 제작 프로듀서 - 사이토 신고
- 애니메이션 제작 - 동화공방[4]
- 제작 - 밤의 해파리는 헤엄칠 수 없어 제작위원회[4]

## 주제가
야마노우치 카노(타카하시 리에)가 가창하고 프로듀스를 40mP가 담당 하는 JELEE에 의한 삽입곡이 사용된다.
イロドリ
카노 에라나에 의한 오프닝 테마. / 작사·작곡 - 카노 에라나 / 편곡 - 나가이 마사미치
1日は25時間。
츠루시마 안나에 의한 엔딩 테마. / 작사·작곡·편곡 - 40mP
カラフルムーンライト (ギターアレンジver.)
JELEE에 의한 삽입곡. / 작사 - 40mp / 작곡·편곡 - 요코야마 마사루
カラフルムーンライト
미코(우에사카 스미레)에 의한 삽입곡. / 작사 - 40mp / 작곡·편곡 - 요코야마 마사루
Chai Maxx ZERO
미코(우에사카 스미레)에 의한 삽입곡. / 작사 - 타다노 나츠미 / 작곡·편곡 - 요코야마 마사루
最強ガール
JELEE에 의한 삽입곡. / 작사·작곡·편곡 - 40mP
月の温度
JELEE에 의한 삽입곡. / 작사·작곡·편곡 - 40mP
lovely weather
선플라워 돌즈에 의한 삽입곡. / 작사 - 타다노 나츠미 / 작곡·편곡 - 요코야마 마사루
渋谷アクアリウム
JELEE에 의한 삽입곡. / 작사·작곡·편곡 - 40mP
青一色
JELEE에 의한 삽입곡. / 작사·작곡·편곡 - 40mP
lovely weather 瀬藤メロver.
세토 메로(오카사키 미호)에 의한 삽입곡. / 작사 - 타다노 나츠미 / 작곡·편곡 - 요코야마 마사루
深海遊泳
JELEE에 의한 삽입곡. / 작사·작곡·편곡 - 40mP

## 에피소드 목록
| 화수   | 제목                          | 그림 콘티         | 연출              | 작화 감독 | 총작화 감독                                      | 방송일         |
| ------ | ----------------------------- | ----------------- | ----------------- | --- | ------------------------------------------------ | -------------- |
| 제1화  | 夜のクラゲ 밤의 해파리        | 타케시타 료헤이   | 타케시타 료헤이   | 나카지마 치아키 타니구치 준이치로 토요타 아키코 야마노 마사아키 이자와 타마미 | 타니구치 준이치로                                | 2024년 4월 7일 |
| 제2화  | めいの推しごと 메이의 덕질    | 타케시타 료헤이   | 오오사코 미츠히로 | 타니구치 준이치로 스즈키 아야노 토쿠나가 사야카 마츠시타 이쿠코 사키구치 사오리 | 타니구치 준이치로                                | 4월 14일       |
| 제3화  | 渡瀬キウイ 와타세 키우이      | 소에지마 야스후미 | 소에지마 야스후미 | 쿠보 마리코 야마모토 하스오 이자와 타마미 | 토요타 아키코                                    | 4월 21일       |
| 제4화  | 両A面 더블 A면                | 사이토 테츠히토   | 시라하타 요시유키 | 토쿠나가 사야카 마츠시타 이쿠코 사키구치 사오리 스즈키 아야노 | 스즈키 아스카                                    | 4월 28일       |
| 제5화  | コメント欄 코멘트란           | 카와하라 류타     | 카와하라 류타     | 이자와 타마미 사코 유리카 야마모토 하스오 김경수 키쿠치 아이 소가 아츠시 쿠보 마리코                                                                                                   | 타니구치 준이치로                                | 5월 5일        |
| 제6화  | 31(サーティワン) 31(서른하나) | 사토 마사코       | 胡麻黄粉          | 스즈키 아야노 하야카와 아사미 오누마 요시이 사키구치 사오리 카와모토 유키코 쿠보 마리코                                                                                                | 토요타 아키코                                    | 5월 12일       |
| 제7화  | 夜明け 여명                   | 시라하타 요시유키 | 시라하타 요시유키 | 미야나가 아즈사 스즈키 아야노 마츠시타 이쿠코 토쿠나가 사야카 치바야마 나츠에 | 스즈키 아스카                                    | 5월 19일       |
| 제8화  | カソウライブ 가상 라이브      | 소에지마 야스후미 | 소에지마 야스후미 | 카와모토 유키코 김경수 이자와 타마미 야마모토 하스오 쿠보 마리코 오사시미마루 분야마                                                                                                   | 토요타 아키코 키쿠치 아이 마지로 카츠마타 마사토 | 5월 26일       |
| 제9화  | 現実見ろ 현실을 봐            | 카와하라 류타     | 카와하라 류타     | 나카노 미유 야마모토 에츠코 모토야 아이 이자와 타마미 소가 아츠시 사키구치 사오리 스즈키 아야노                                                                                        | 타니구치 준이치로                                | 6월 2일        |
| 제10화 | 推される側 응원받는 쪽        | 오오사코 미츠히로 | 오오사코 미츠히로 | 이자와 타마미 토쿠나가 사야카 미야나가 아즈사 스즈키 아야노 모토야 아이 야마모토 하스오 마츠시타 이쿠코 치바야마 나츠에 나카노 미유 스즈키 아스카                                      | 스즈키 아스카                                    | 6월 9일        |
| 제11화 | 好きなもの 좋아하는 것        | 카와무라 하지메   | 후지타 쇼헤이     | 쿠보 마리코 야마모토 하스오 카와무라 유키코 모토야 아이 김경수 야마모토 에츠코 치바야마 나츠에                                                                                         | 토요타 아키코 타니구치 준이치로                  | 6월 16일       |
| 제12화 | JELEE 젤리                    | 타케시타 료헤이   | 타케시타 료헤이   | 타니구치 준이치로 나카지마 치아키 스즈키 아야노 스즈키 아스카 나카오 카즈마 마츠시타 이쿠코 토쿠나가 사야카 쿠보 마리코 사키구치 사오리 나카노 미유 나카타 아키코 미야나가 아즈사 슈리 | 타니구치 준이치로                                | 6월 23일       |

## BD
| 권 | 발매일          | 수록화          | 규격품번     |
| -- | --------------- | --------------- | ------------ |
| 1  | 2024년 6월 26일 | 제1화 - 제3화   | KIZX-90648/9 |
| 2  | 2024년 7월 31일 | 제4화 - 제6화   | KIZX-90650/1 |
| 3  | 2024년 8월 28일 | 제7화 - 제9화   | KIZX-90652/3 |
| 4  | 2024년 9월 25일 | 제10화 - 제12화 | KIZX-90654/5 |

## 만화
코미컬라이즈가 《매거진 포켓》(코단샤)에서 2024년 4월 7일부터 12월 1일까지 연재되었다. 작화는 후지이 니코.
- JELEE(원작), 후지이 니코(작화) 《밤의 해파리는 헤엄칠 수 없어》 코단샤 〈코단샤 코믹스〉, 전 4권
  1. 2024년 5월 16일 발매[7], ISBN 978-4-06-535541-1
  2. 2024년 7월 17일 발매[8], ISBN 978-4-06-536131-3
  3. 2024년 9월 17일 발매[9], ISBN 978-4-06-536770-4
  4. 2024년 12월 17일 발매[10], ISBN 978-4-06-537439-9

## 소설
각본을 담당한 야쿠 유우키에 의한 노벨라이즈가 가가가 문고(쇼가쿠칸)에서 간행되었다.
- 야쿠 유우키(저)·JELEE(원작)·popman3580(커버 일러스트)·타니구치 준이치로(본문 삽화) 《소설 밤의 해파리는 헤엄칠 수 없어》 쇼가쿠칸 〈가가가 문고〉, 전 3권
  1. 2024년 5월 20일 발매[11], ISBN 978-4-09-453191-6
  2. 2024년 6월 18일 발매[12], ISBN 978-4-09-453194-7
  3. 2024년 7월 18일 발매[13], ISBN 978-4-09-453200-5

## Web 라디오
TV 애니메이션 '밤의 해파리는 헤엄칠 수 없어' 요루쿠라디오 ~노려라 팔로워 10만 명~이 2024년 3월 1일부터 인터넷 라디오 스테이션 '온센', YouTube의 KING AMUSEMENT CREATIVE official channel에 공개된다. 퍼스널리티는 코즈키 미하루 역의 이토 미쿠.

#### 유닛 구성원
1. ↑  세토 메로(오카사키 미호), 야나기 모모코(슈토 유키나), 스즈무라 아카리(아마키 샐리)

### 참조주
1. ↑  屋久ユウキ [yaku_yuki] (2023년 3월 26일). “2023年3月26日13:02のツイート” (트윗). 2024년 4월 7일에 확인함.
2. ↑  “竹下良平×屋久ユウキ×動画工房のオリジナルアニメ「夜のクラゲは泳げない」来年放送（動画あり / コメントあり）”. 《コミックナタリー》. ナターシャ. 2023년 3월 24일. 2023년 3월 24일에 확인함.
3. 1 2 3 4 5 6 7 8  “アニメ「夜のクラゲは泳げない」に上坂すみれ、岡咲美保ら　第2弾PV＆主題歌情報公開”. 《コミックナタリー》 (ナターシャ). 2024년 2월 7일. 2024년 2월 7일에 확인함.
4. 1 2 3 4 5 6 7 8 9 10 11 12 13 14 15 16 17 18  “「夜のクラゲは泳げない」に伊藤美来、高橋李依、富田美憂、島袋美由利　PV第1弾公開”. 《コミックナタリー》 (ナターシャ). 2023년 11월 1일. 2023년 11월 1일에 확인함.
5. 1 2 3 4 5 6  “「夜のクラゲは泳げない」追加キャストに松浦愛弓、安済知佳、東山奈央ら6人”. 《コミックナタリー》. ナターシャ. 2024년 4월 7일. 2024년 4월 7일에 확인함.
6. ↑  “Blu-ray”. 《オリジナルTVアニメーション「夜のクラゲは泳げない」公式サイト》. 2024년 4월 7일에 확인함.
7. ↑  “『夜のクラゲは泳げない(1)』（JELEE，藤居にこ）”. 《講談社コミックプラス》. 講談社. 2024년 5월 16일에 확인함.
8. ↑  “『夜のクラゲは泳げない(2)』（JELEE，藤居にこ）”. 《講談社コミックプラス》. 講談社. 2024년 7월 17일에 확인함.
9. ↑  “『夜のクラゲは泳げない(3)』（JELEE，藤居にこ）”. 《講談社コミックプラス》. 講談社. 2024년 9월 17일에 확인함.
10. ↑  “『夜のクラゲは泳げない(4)』（JELEE，藤居にこ）”. 《講談社コミックプラス》. 講談社. 2024년 12월 17일에 확인함.
11. ↑  “小説　夜のクラゲは泳げない １ | 書籍”. 小学館. 2024년 5월 20일에 확인함.
12. ↑  “小説　夜のクラゲは泳げない ２ | 書籍”. 小学館. 2024년 6월 18일에 확인함.
13. ↑  “小説　夜のクラゲは泳げない ３ | 書籍”. 小学館. 2024년 7월 18일에 확인함.